# Indoaustraliska kontinentalplattan

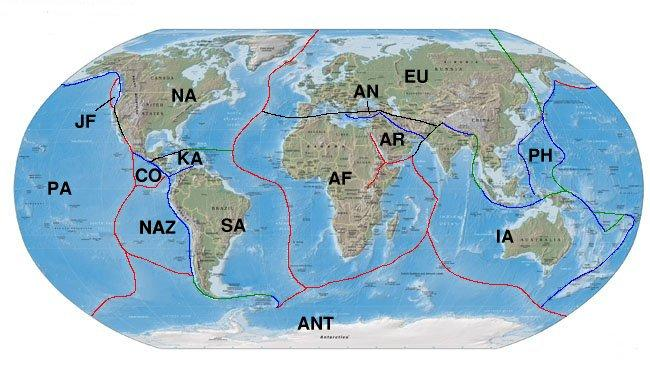
Jordens större kontinentalplattor.
IA = indoaustraliska plattan.

Den indoaustraliska plattan håller på att brytas isär i ett område väster om Sumatra.

Den indoaustraliska kontinentalplattan är en kontinentalplatta som omfattar såväl den indiska subkontinenten som en stor del av Oceanien.
Den indoaustraliska plattan bildades för ungefär 43 miljoner år sedan genom en sammanfogning av den indiska plattan och den australiska plattan.
Hela kontinentalplattan är på väg norrut och stöter ihop med den eurasiska kontinentalplattan, en pågående kollision som är en del av den så kallade alpina orogenesen, tillkomsten av bergskedjor inom det långsträckta bälte som kallas Alpiderna.
Dess gräns mot Burmaplattan och Sundaplattan i nordost utgör en aktiv subduktionszon där den indoaustraliska plattan är på väg in under dessa, vilket gett upphov till bland annat Sundagraven och den vulkaniska öbågen Sundabågen.
Längre i öster, vid de östligaste Sundaöarna och Nya Guinea, ligger ett flertal mikroplattor mellan den australiska plattan och, förutom Sundaplattan, Filippinerplattan, Karolinerplattan och Stillahavsplattan.
Gränsen i öster går bland annat vid Nya Zeeland och är till stora delar en subduktionszon där Stillahavsplattan skjuter in under den indoaustraliska plattan.
I söder gränsar plattan mot den antarktiska kontinentalplattan, i väster mot den afrikanska kontinentalplattan och i nordväst mot den arabiska plattan.

## Deformationszon
För ungefär 10 miljoner år sedan påbörjades en deformation av denna platta, som så småningom lär leda till en total delning i en indisk och en australisk kontinentalplatta. Orsaken antas vara att plattans rörelse norrut bromsas upp mer i den västra delen, där den indiska subkontinenten möter den eurasiska kontinentalplattan, än den östra, där den australiska delen rör sig snabbare. Den australiska plattan rör sig i förhållande till den indiska plattan med en hastighet av 13 mm/år. Resultatet är en deformationszon i Indiska oceanen strax väster om Sumatra.

### Jordbävningen 2012
I den indoaustraliska plattans deformationszon, under Indiska oceanen väster om Sumatra, inträffade den 11 april 2012 en jordbävning på 8,6 Mw, med ett efterskalv på 8,2 Mw. Det var den kraftigaste jordbävning med horisontell rörelse, "strike-slip"-jordbävning, som någonsin registrerats och en av de kraftigaste inom en kontinentalplatta.